# 鍊金術士克麗奧佩脫拉
煉金術士克麗奧佩脫拉（生卒年不詳，於3世紀或4世紀在世），又被稱為製金者克麗奧佩脫拉，是一名埃及女性煉金術士和哲學家。她是煉金術實驗家，研究物質的重量和其他量度，從而嘗試量化煉金術實驗。她的文章在中世紀後期仍被使用，受其他煉金術士參考。有傳言指，煉金術士克麗奧佩脫拉是其中一名成功發現賢者之石的煉金術士。

## 生平
人們對煉金術士克麗奧佩脫拉的生平所知甚少，只知道她在3世紀或4世紀在世，曾居於埃及第二大城市亞歷山大港。克麗奧佩脫拉只是化名，她的真名已經散佚。基於煉金術在歷史上曾被祭司嚴格控制，有學者推測她出身於祭司家庭，她本人更可能是一名女祭司；她亦很可能是猶太女人瑪利亞的同工或追隨者。

## 貢獻和作品
煉金術士克麗奧佩脫拉被認為是煉金術的基礎人物；德國煉金術士米夏埃尔·迈尔指出，她是其中一名成功發現賢者之石的煉金術士。她是煉金術實驗家，研究物質的重量和其他量度，從而嘗試量化煉金術實驗；她紀錄並繪畫了使用爐的過程，有時亦被認為與煉金術器具蒸餾器的發明有關。進行實驗時，她有時以太陽和糞便作為熱力來源。煉金術士克麗奧佩脫拉傳世的作品有《克麗奧佩脫拉與哲學家們的對話》（一份對話形式的論述）和《克麗奧佩脫拉的金屬轉化成金》（一張寫有不同符號的莎草紙），兩者的複本皆存放在萊登大學的圖書館。但是，目前仍沒有證據肯定此二作品確實由她撰寫。
《克麗奧佩脫拉與哲學家們的對話》並非真實的對話紀錄，而是以對話形式令讀者明白她的觀點；她把周密思考自己作品的哲學家及煉金術士，比作一位會疼愛、思慮並哺育其兒女的母親。作家傑克·林賽認為，此論述是被煉金術士撰寫的的文章中，最感情深切和具想像力的一篇。
《克麗奧佩脫拉的金屬轉化成金》包含了不少與哲學相關、後來被用於諾斯底主義或赫耳墨斯主義的圖像符号，以及紀錄化學物質和轉變、以及實驗器材的符号。哲學方面，她以銜尾蛇作為知識的象徵；化學方面，她畫下了代表金、銀和汞的符号，以繪圖來表示鉛轉化為銀的过程，莎草紙上亦有蒸餾器和蒸餾皿的圖像。